# Бабич, Радомир
Радомир Бабич (серб. Радомир Бабић; 2 сентября 1909, Сиге — 1 декабря 1996, Белград) — югославский военачальник, генерал-подполковник Югославской народной армии, Народный герой Югославии.

## Биография
Родился 2 сентября 1909 года в деревне Сиге (община Даниловград современной Черногории). Окончил экономическое училище, работал в Загребе госслужащим. С 1931 года член Союза коммунистической молодёжи Югославии, участник революционных акций. Член Коммунистической партии Югославии с 1933 года, состоял в районных и краевых комитетах Черногории, Боки и Санджака КПЮ и «Красной помощи».
Летом 1941 года Бабич занялся подготовкой вооружённого выступления в Черногории: в начале черногорского восстания он командовал ротой, затем командовал батальоном и отрядом «Биели Павле». В 1942 году назначен политруком 5-й пролетарской черногорской бригады, политруком 3-й ударной дивизии и затем заместителем командира 2-й Пролетарской дивизии. Также командовал Приморской оперативной группой, 5-й Краинской дивизией и штабом 4-й армии.
После войны был начальником Кабинета Верховного командующего вооружённых сил ФНРЮ, затем начальником Военной школы Высшей военной академии ЮНА. Окончил Высшую военную академию ЮНА, избирался в Союзную народную скупщину. На пенсию вышел в звании генерал-подполковника ЮНА. Награждён рядом югославских и иностранных наград, орденом Народного героя Югославии награждён 10 июля 1953 года.
Скончался 1 декабря 1996 года в Белграде.